# Villa Lomellini Rostan
La Villa Lomellini Rostan è una storica dimora nobiliare italiana, situata a Genova nel quartiere di Multedo. Per la sua magnificenza e la bellezza dei suoi giardini, prima che lo sviluppo industriale della seconda metà del Novecento stravolgesse il territorio circostante, è stata un importante punto di riferimento culturale e paesaggistico per questa zona del ponente genovese. Si trova a poca distanza dalla foce del Varenna, che segna il confine tra il quartiere di Pegli e quello di Multedo.

## Storia
La villa fu fatta erigere tra il 1564 e il 1568 da Angelo Lomellini su un terreno appartenente alla famiglia fin dal 1343. Nella villa tenne le sue riunioni l'Accademia degli Addormentati, cenacolo letterario fondato nel 1587.

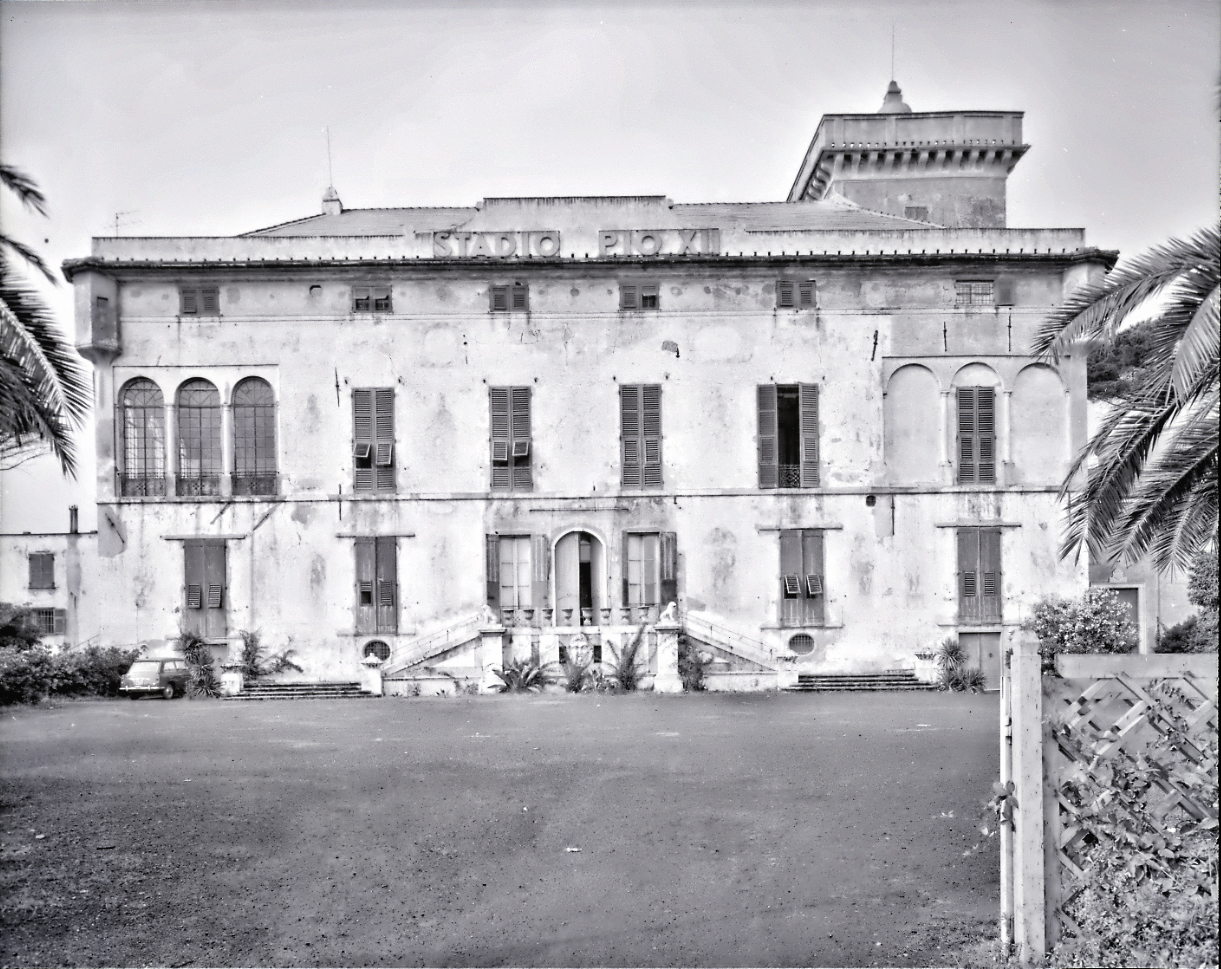
Villa Lomellini Rostan fotografata da Paolo Monti nel 1963

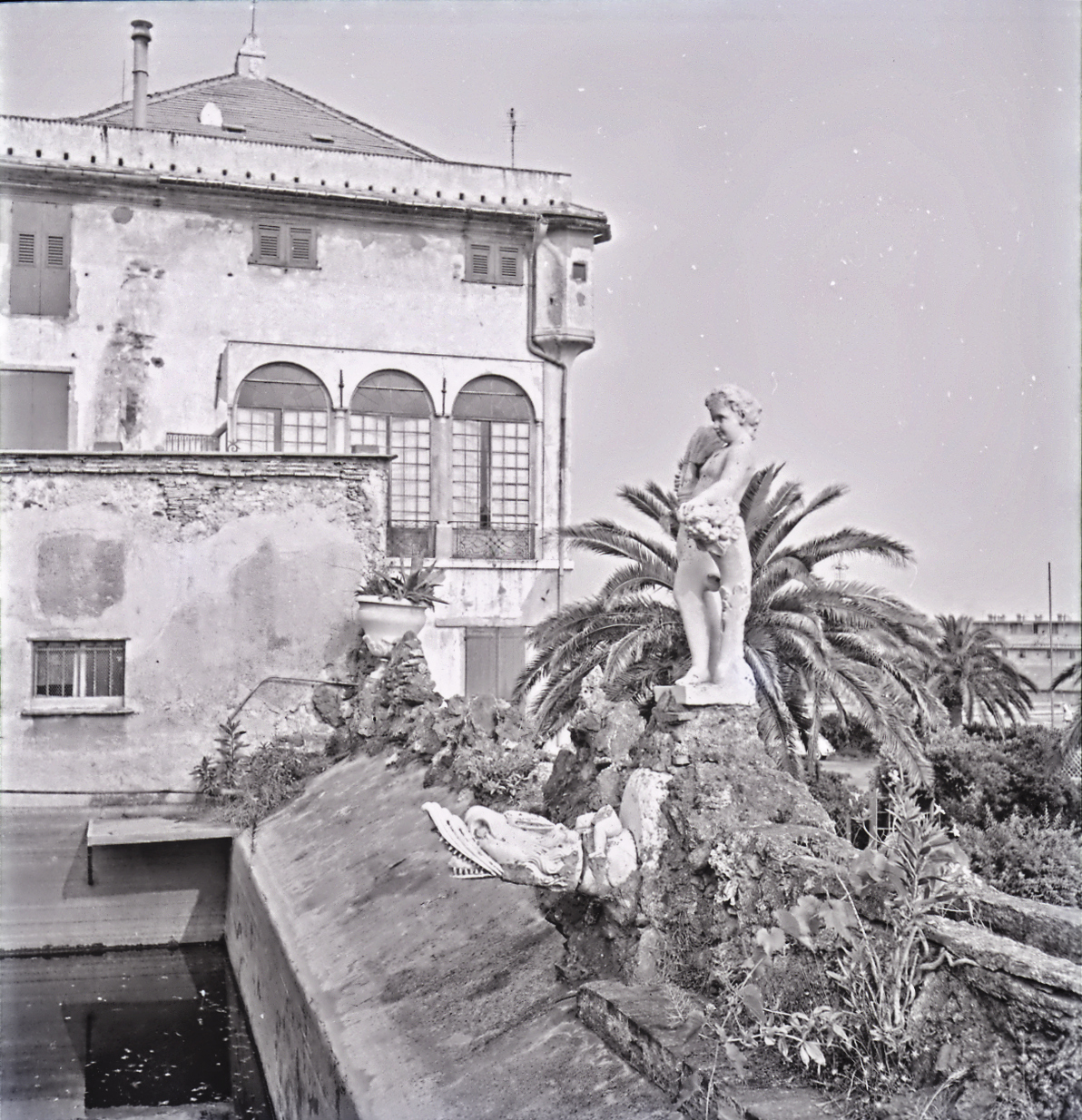
Particolare del giardino. Foto di Paolo Monti, 1963.

Agostino Lomellini, politico e letterato, doge della Repubblica di Genova dal 1760 al 1762, dopo il suo ritiro dalla vita politica, nel 1784, commissionò a Emanuele Andrea Tagliafichi, celebre architetto paesaggista dell'epoca, la progettazione del giardino all'inglese che divenne uno dei più belli e ammirati d'Europa, ed al quale molti anni più tardi si sarebbe ispirato Michele Canzio per la realizzazione del parco della Villa Durazzo-Pallavicini di Pegli.
(Attilio Zuccagni-Orlandini, Corografia fisica, storica e statistica dell'Italia e delle sue Isole, 1836)
Alla fine del Settecento la villa passò per via ereditaria alla famiglia Rostan che nel 1871 fece edificare l'adiacente cappella, dedicata a San Filippo Neri; alla fine dell'Ottocento, sempre per via ereditaria, passò alla famiglia Reggio.
Nel corso dell'Ottocento la villa visse il suo periodo di maggior splendore, ospitando sovrani e nobili di tutta l'Europa, come ricordato da una targa posta all'ingresso nel 1896.
La villa conserva ancora molte delle decorazioni originali, tra le quali gli affreschi realizzati da Bernardo Castello. Quasi completamente perduto, invece, il giardino disegnato dal Tagliafichi che, tra gli anni cinquanta e sessanta del Novecento, fu in parte trasformato nel campo da calcio intitolato a Pio XII e in parte sacrificato per la realizzazione di depositi petroliferi e dello svincolo di Pegli dell'autostrada A10.
Nel 1978 fu danneggiata da un incendio e subì lavori di restauro; tuttora di proprietà della famiglia dei marchesi Reggio, dal 2005 ospita la sede sociale del Genoa CFC, una delle due principali squadre calcistiche genovesi, che già da molti anni utilizzava come sede di allenamento il campo Pio XII.

## Descrizione
La villa ha due piani più un ammezzato, secondo lo schema tipico dell'architettura delle ville genovesi fino al XVI secolo, prima che lo stile innovativo di Galeazzo Alessi modificasse completamente la struttura delle residenze patrizie a Genova. Si accede alla villa attraverso due scaloni esterni convergenti. Il piano nobile termina ai lati con due logge vetrate, una delle quali, quella di levante, fu murata già durante i lavori di ristrutturazione del XVIII secolo.

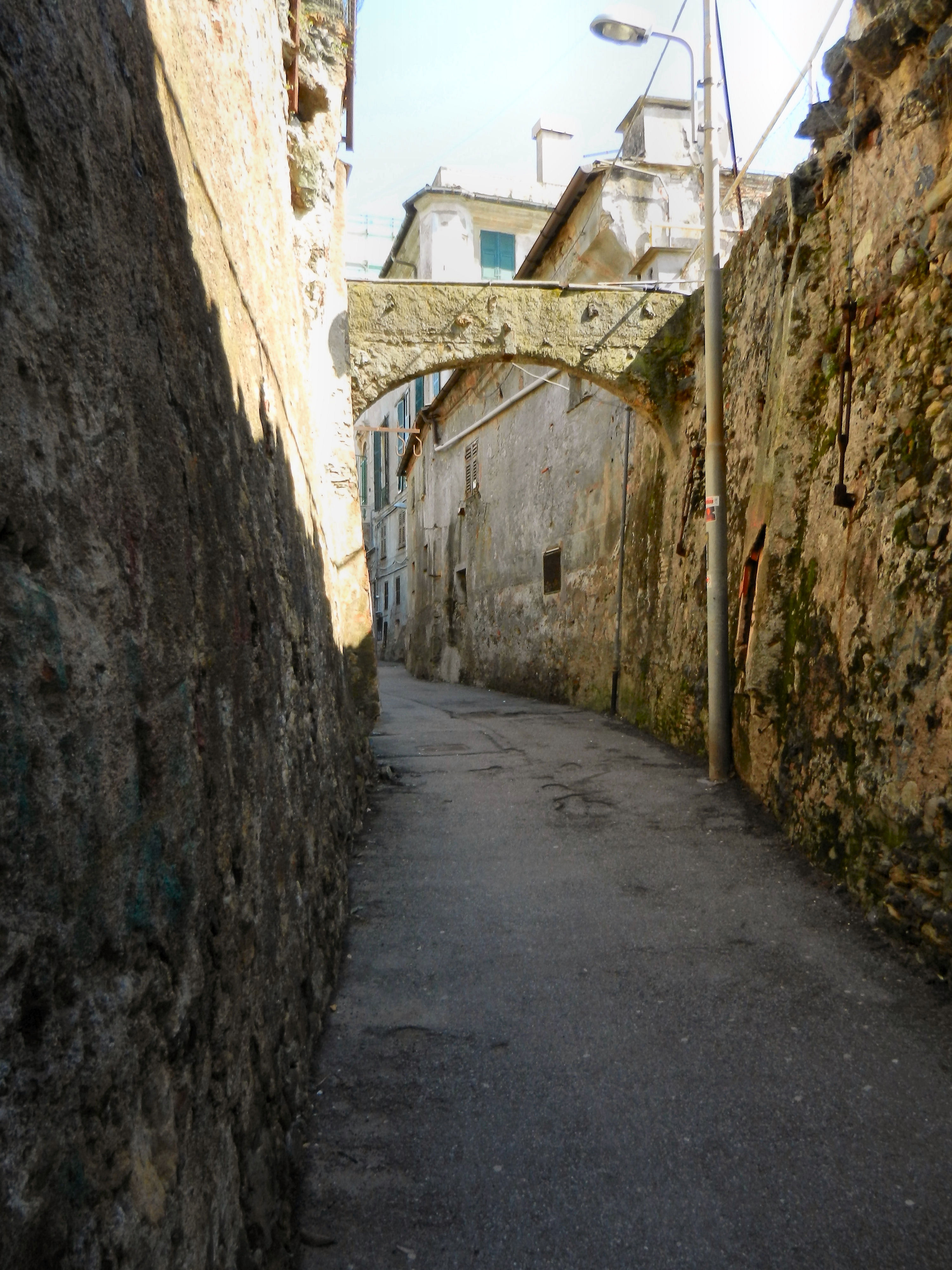
Via "Antica Romana di Pegli" all'altezza della villa Rostan

 Sulla destra della facciata principale, rivolta verso il mare, in contrasto con l'aspetto di tranquilla residenza di campagna dell'edificio è presente una torretta quadrangolare, che testimonia, insieme con le garitte poste agli angoli dell'edificio al piano sottotetto, un'originaria funzione difensiva. Nelle volte delle logge e del salone è presente un ciclo di affreschi di "Storie romane", opera di Bernardo Castello (1583); tra questi notevole quello raffigurante "Coriolano e la madre" nella volta del salone.
L'adiacente cappella, fatta costruire dai Rostan nella seconda metà dell'Ottocento, su disegno di Carlo Sada di Bellagio, ha forme neoclassiche, con pianta a croce greca e una cupola sorretta da colonne di granito. Inizialmente dedicata all'Immacolata, fu in seguito intitolata a San Filippo Neri. L'interno della cupola è stato decorato dal pittore ottocentesco Costantino Serena.
Il giardino, realizzato dal Tagliafichi nel 1784, era separato dalla villa dalla via "Antica Romana di Pegli", percorso medioevale tra Genova e la riviera di ponente, sulla quale si apriva l'ingresso delle carrozze. Una passerella collega il salone al piano nobile con il giardino, scavalcando la strada che corre in trincea a monte della villa. Il giardino, con laghetti, peschiere e grotte artificiali si estendeva sull'area oggi occupata dal complesso sportivo Pio XII e dal casello autostradale di Pegli. Il viale di accesso sul lato a mare, che era decorato con statue e abbellito di piante, è anch'esso scomparso con la costruzione dei depositi petroliferi.